# 茅ケ崎公園
茅ケ崎公園（ちがさきこうえん）は、横浜市都筑区の緑道沿いにある都市公園（地区公園）。芝の生えた広場や池などがあり、特に休日は、家族連れやランニングをする人で賑わう。
また、池ではカワセミがみられることもあり、カメラを構えて待つ人もいる。近くには、茅ヶ崎中学校・小学校や東京横浜独逸学園があり、子どもたちの遊び場となっている。

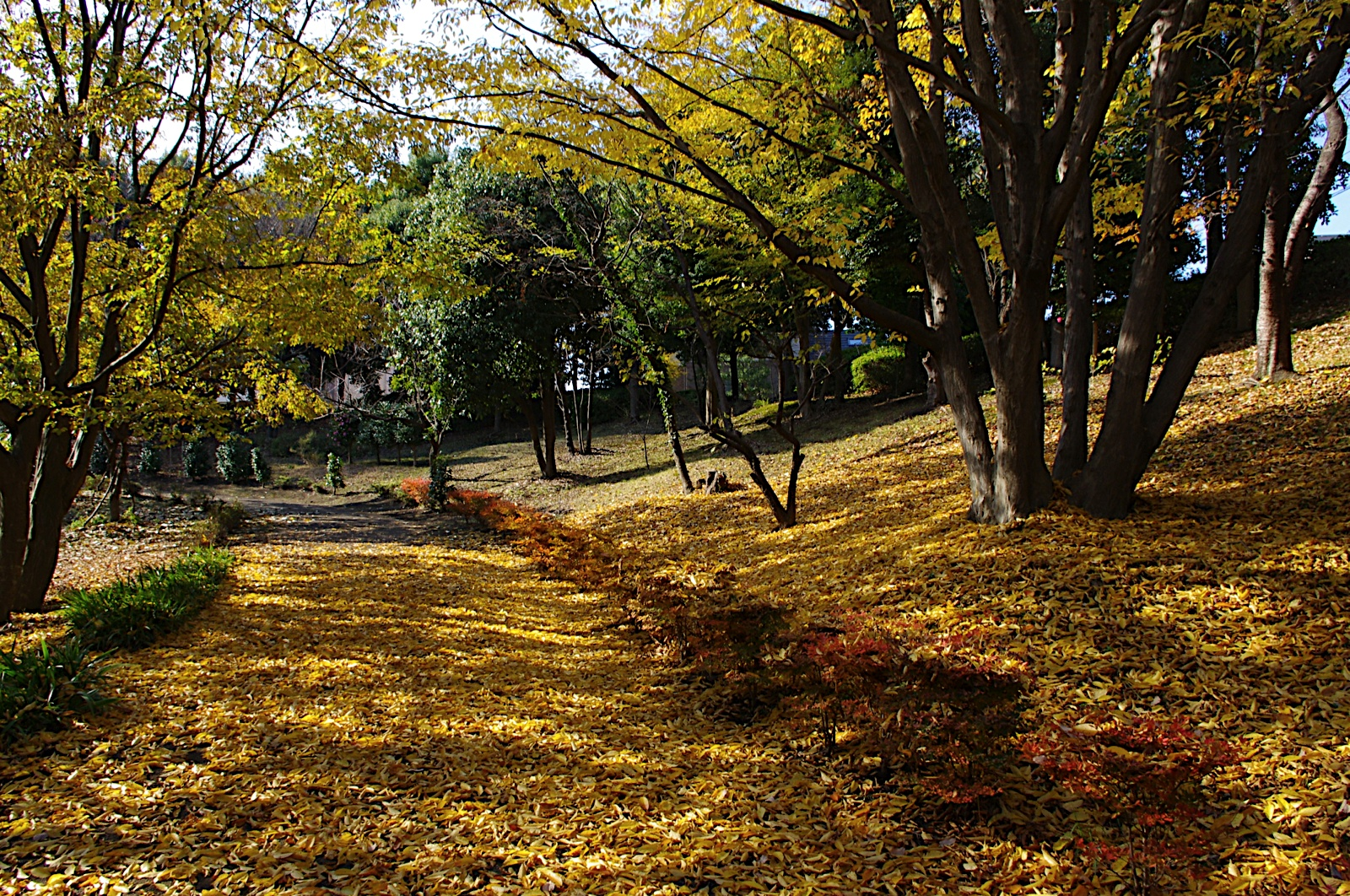
梅ヶ谷戸源流庭園

## 主な施設
- 自然体験施設
- 芝生広場
- プール（夏季のみ）